# Spilogale gracilis
Spilogale gracilis (Плямистий скунс західний) — ссавець родини скунсових. Етимологія: лат. gracilis — «тонкий, стрункий».

## Опис
Хутро чорно-біле і майже повністю білий живіт. Кігті на передніх лапах набагато більші, ніж кігті задніх лап. Самці, в середньому мають довжину голови й тіла 42 см і вагу близько 570 гр, самиці в середньому мають довжину голови й тіла 36 см і 370 гр ваги. В обох хвіст приблизно 13 см в довжину.

## Проживання, поведінка
Країни проживання: Мексика, США, Британська Колумбія, Канада. Зустрічається у великому спектрі проживання від відкритих рівнин до гірських районів. Цей вид був виявлений на висоті 2500 м в Каліфорнії. Ці тварини в основному активні вночі. Поживою є в основному комахи і дрібні ссавці, але також падло, ягоди, фрукти.